# Санак (острова)
Острова Санак представляют собой группу необитаемых островов в заливе Аляска, являются частью Восточных Алеутских островов. В административном отношении входят в состав штата Аляска.
Крупнейший остров группы — Санак, к юго-востоку от него находится более мелкий остров Катон. В группу входят также небольшие острова Лонг (к западу от Санака), Элма (между Санаком и Катоном) и ряд совсем мелких островков и рифов.
Острова покрыты растительностью, например песчаным колосняком. Общая площадь группы островов составляет 157.617 км².